# Mezquita de Cristal
La mezquita de Cristal (Masjid Kristal) es una mezquita en Wan Man, Kuala Terengganu, Terengganu, Malasia. La mezquita, una gran estructura hecha de acero, vidrio y cristal, está ubicada en el Parque del Patrimonio Islámico en la isla de Wan Man. La mezquita fue construida entre 2006 y 2008 y fue inaugurada oficialmente el 8 de febrero de 2008 por el decimotercer Yang di-Pertuan Agong, el sultán Mizan Zainal Abidin de Terengganu. Tiene capacidad para albergar a más de 1.500 fieles a la vez.

## Galería

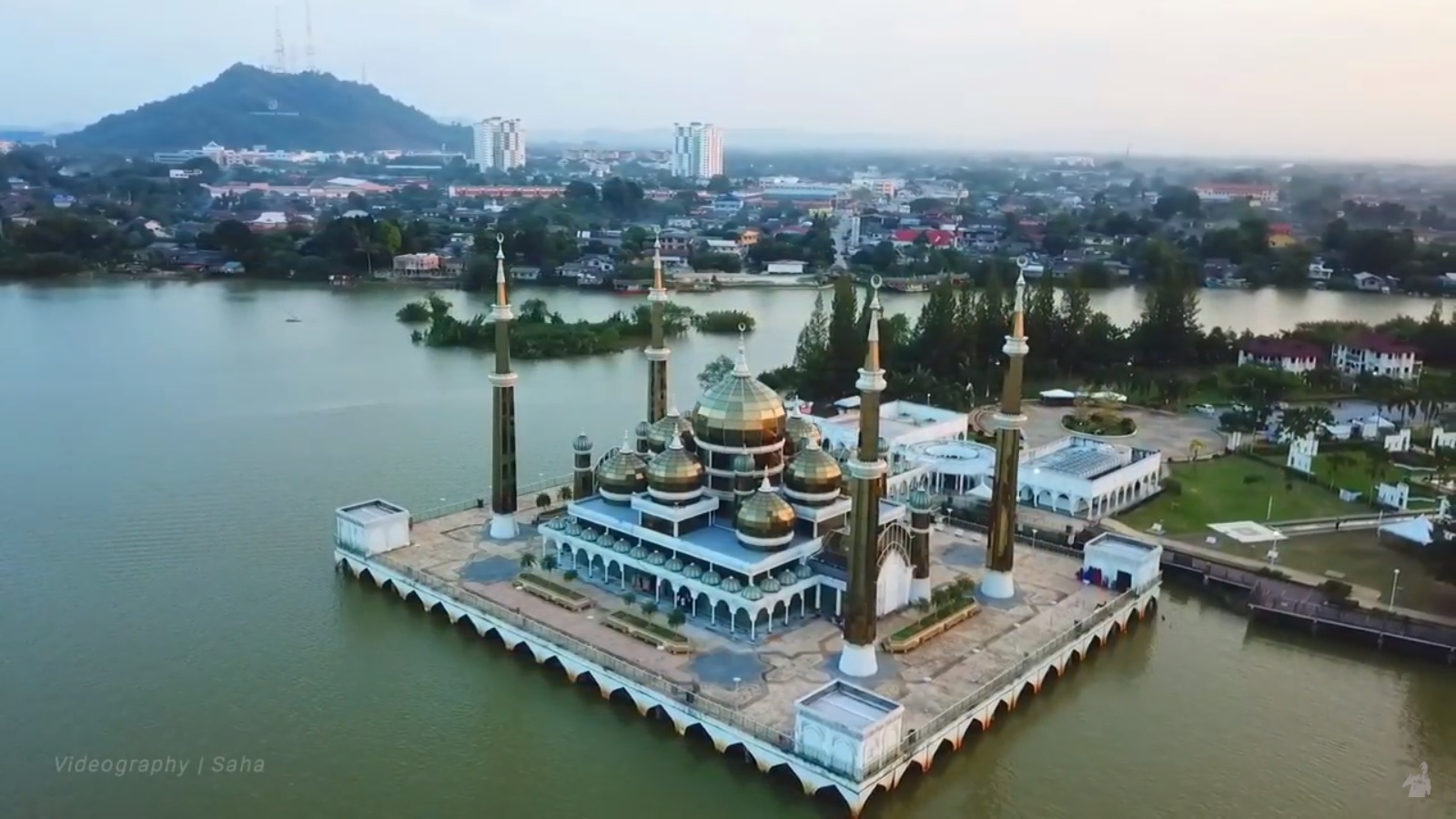
Vista aérea de la mezquita de Cristal.
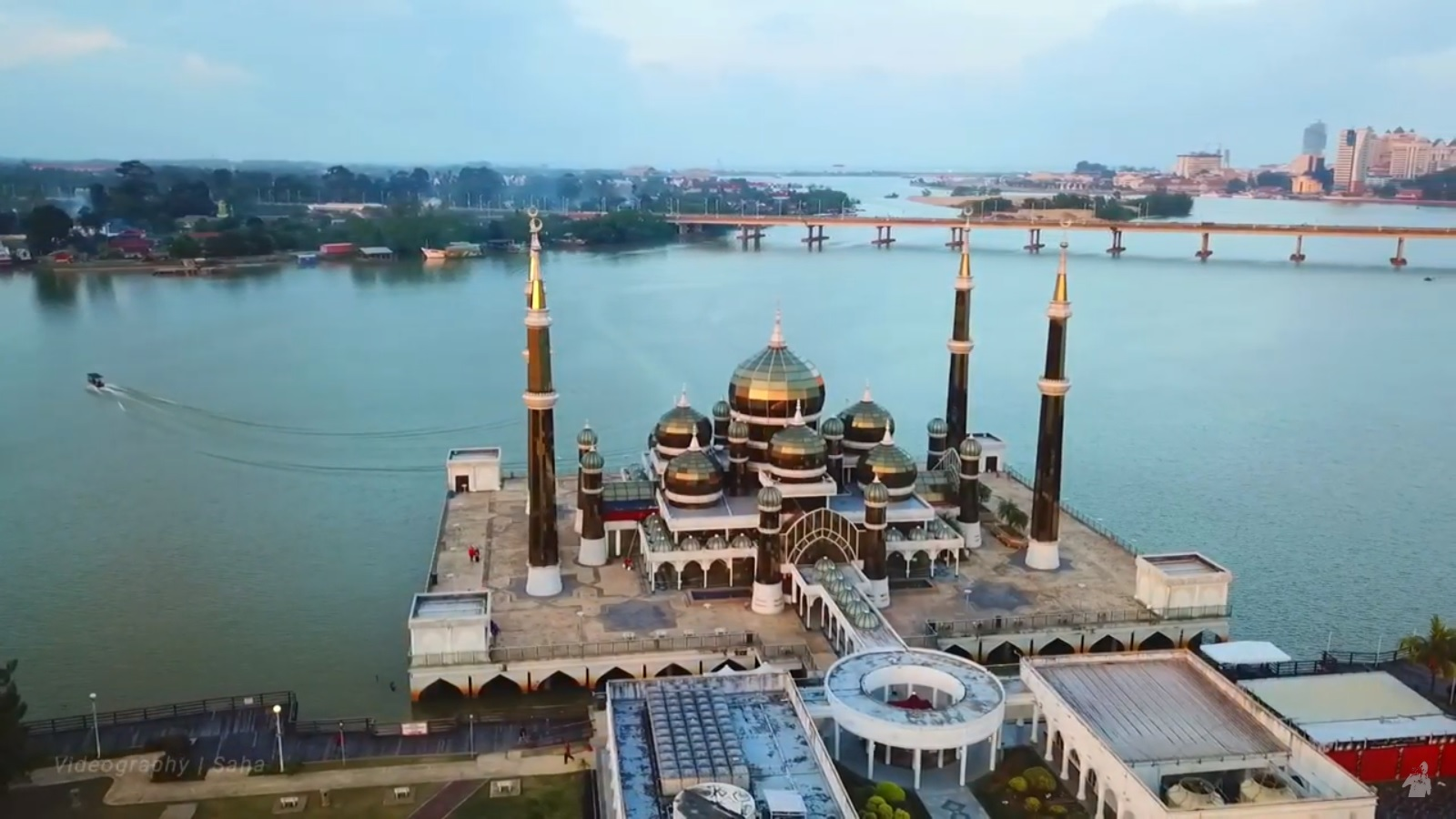
Vista aérea opuesta de la mezquita de Cristal
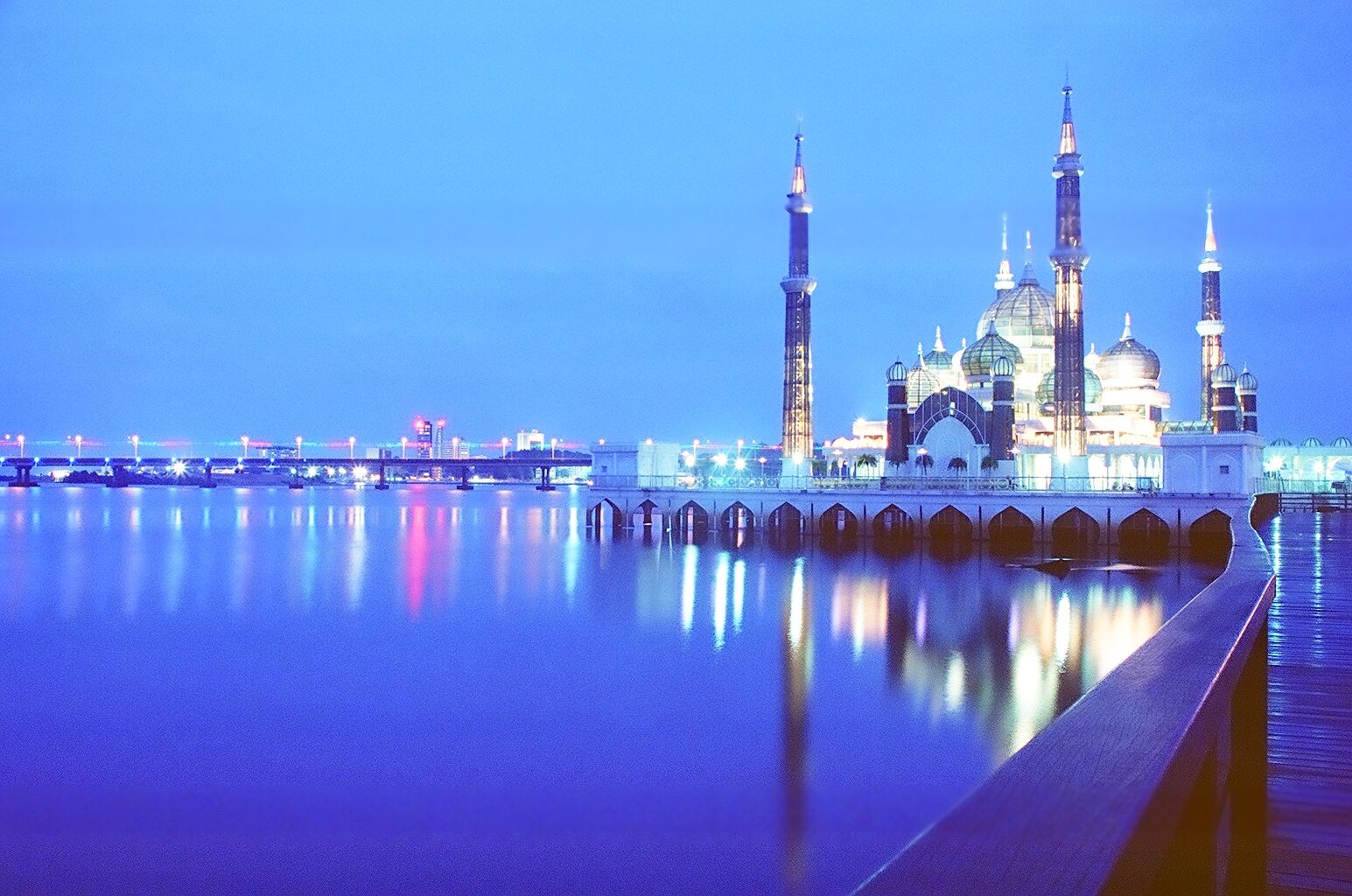
Mezquita de Cristal iluminada
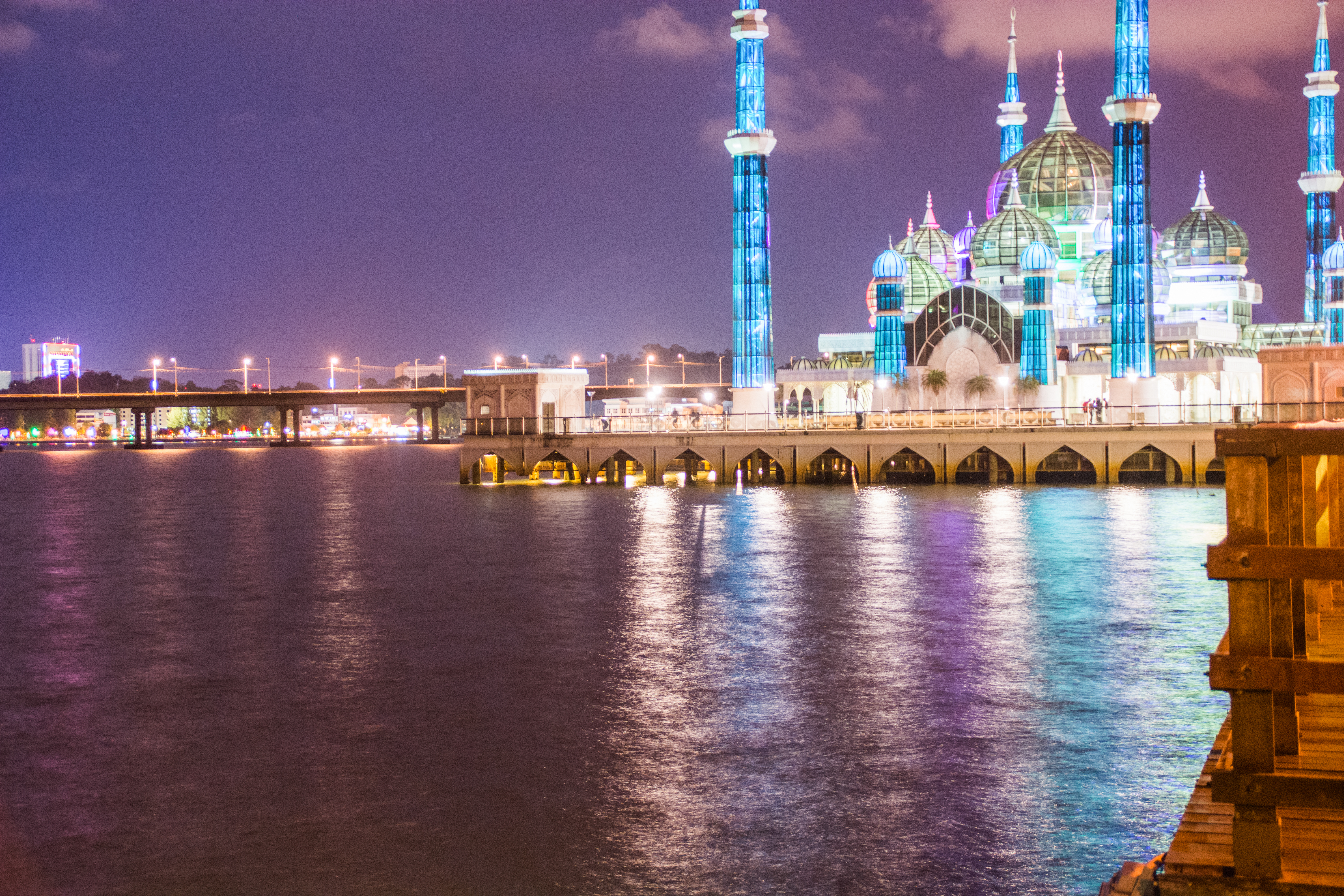
Mezquita de Cristal iluminada
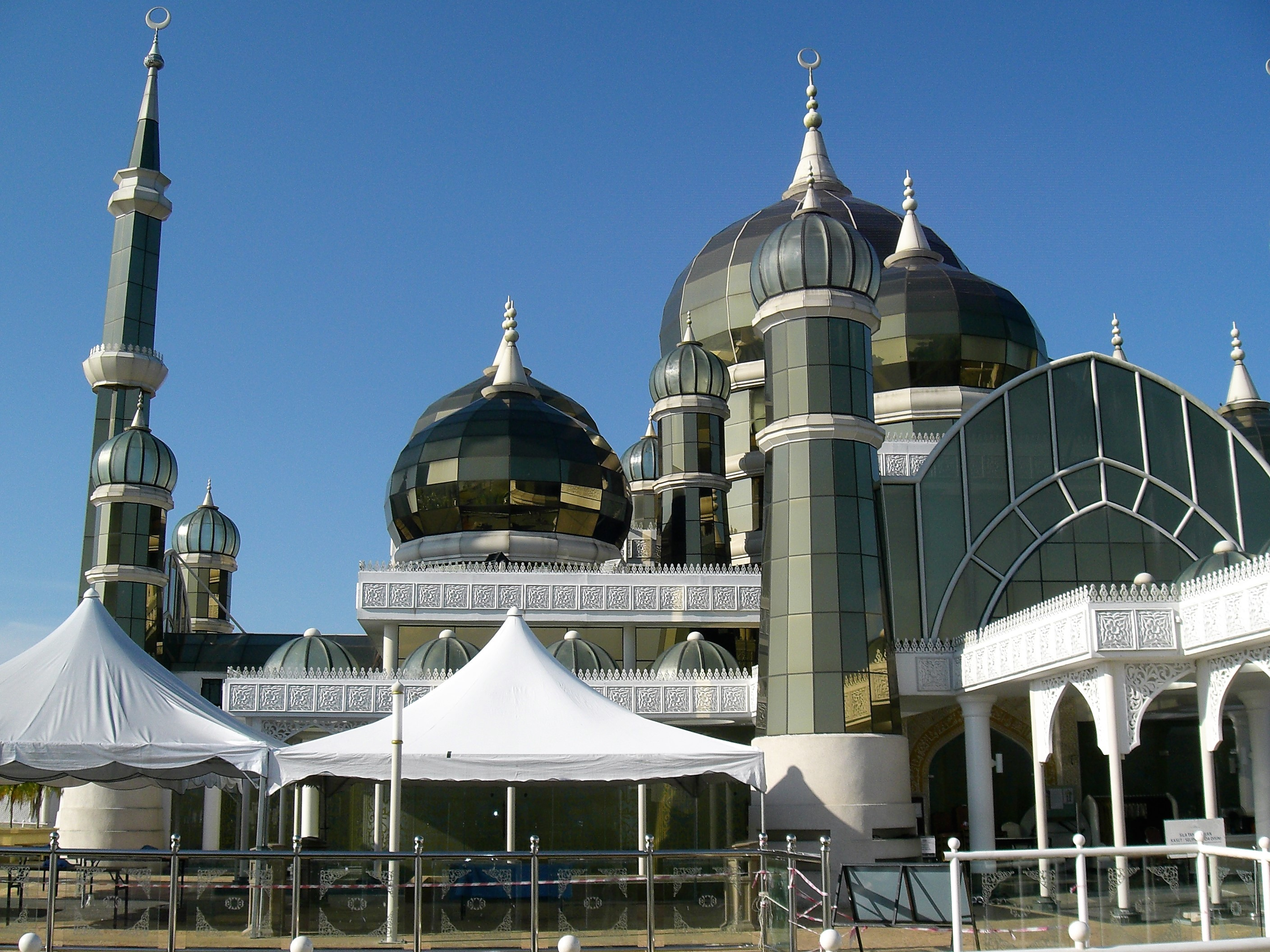
Mezquita de Cristal
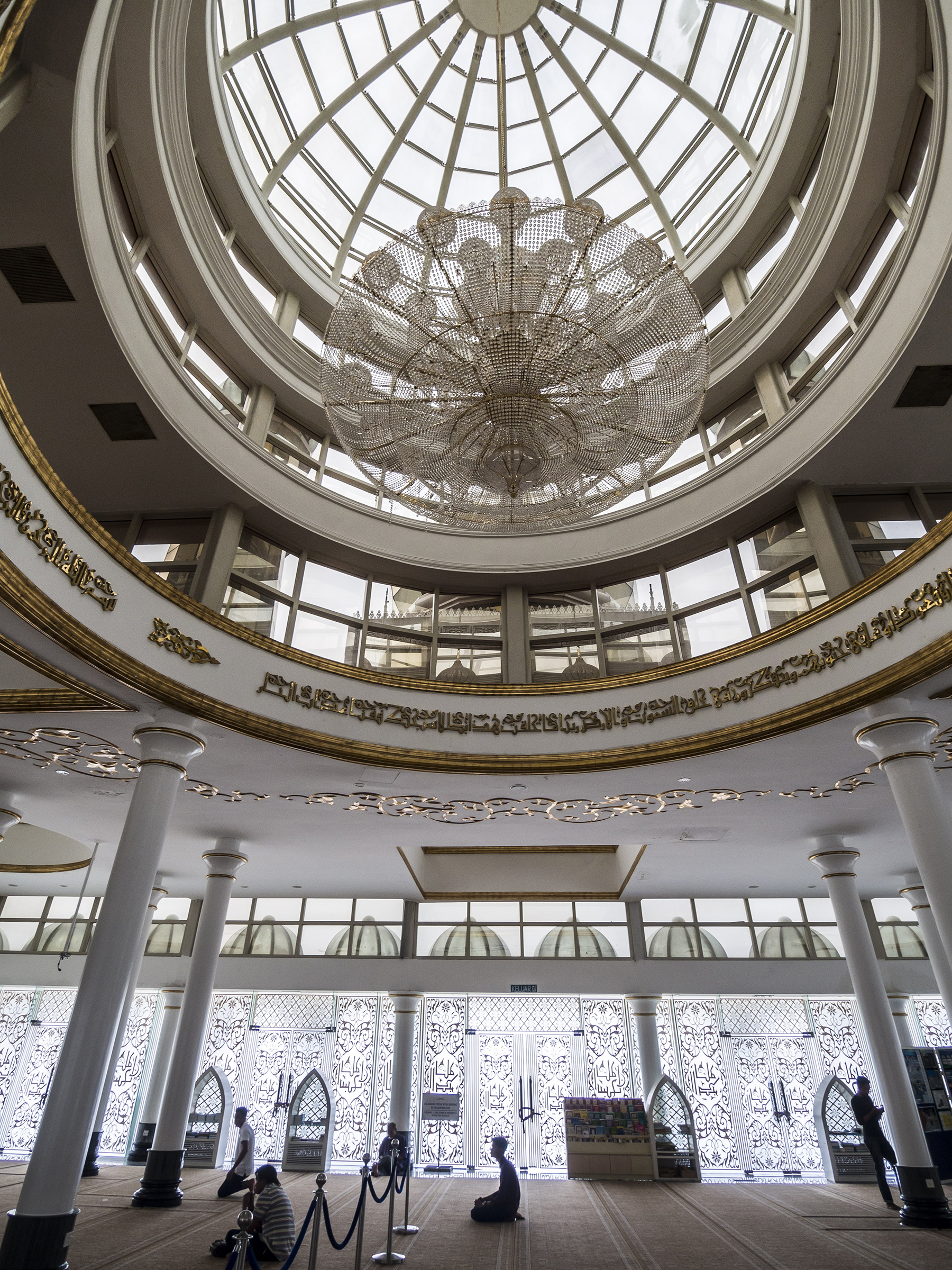
Interior de la mezquita de Cristal